# 中国民主進歩党
中国民主進歩党（ちゅうごくみんしゅしんぽとう、中國民主進步黨）は2005年10月16日に結成された台湾の政党。
2005年10月16日、台北市において結党され、18日に内政部に政党認可申請を提出、同年12月9日に政党認可を受けた。一般には中国民主進歩党は泛緑陣営が南投県埔里鎮で結成した台湾国民党に対抗して結成された政党と認識されている。
党旨は両岸統一である。党主席は周慶峻であり、中華愛国同心会会長である。有力党員としては周明台、易軼夫、呉久珠、鍾国強、朱啓超、門剣秋、呉麗雲、陳中文、楊冀華、張秀葉等などが挙げられる。